# Mns Blang Iboih
Mns Blang Iboih is een bestuurslaag in het regentschap Pidie Jaya van de provincie Atjeh, Indonesië. Mns Blang Iboih telt 464 inwoners (volkstelling 2010).